# Trichonta brigantia
Trichonta brigantia är en tvåvingeart som beskrevs av Chandler 1992. Trichonta brigantia ingår i släktet Trichonta och familjen svampmyggor. Inga underarter finns listade i Catalogue of Life.